# Kościół św. Stanisława w Serokomli
Kościół Świętego Stanisława – rzymskokatolicki kościół parafialny należący do dekanatu Adamów diecezji siedleckiej.
Obecna świątynia murowana, została wzniesiona w latach 1930–1940 w stylu eklektycznym, konsekrował ją w 1947 roku biskup siedlecki Ignacy Świrski.
Wewnątrz świątyni znajduje się część wyposażenia z dawnego kościoła, np. obrazy Sąd Salomona i Kamieniowanie z wyroku Mojżesza, rzeźba przedstawiająca chrzest Chrystusa, krucyfiks i żyrandol.
W kościele znajdują się organy o 13 głosach wykonane w 1945 roku przez Antoniego Grygorcewicza z Warszawy.
Tuż obok budynku, od strony ul. Warszawskiej – dzwonnica.